# Кырпы
Кырпы (баш. Ҡырпы) — село в Калтасинском районе Республики Башкортостан Российской Федерации. Входит в состав Тюльдинского сельсовета. 

## География

### Географическое положение
Расстояние до:
- районного центра (Калтасы): 15 км,
- центра сельсовета (Тюльди): 10 км,
- ближайшей ж/д станции (Янаул): 75 км.

## Население
| 2002 | 2009 | 2010 |
| ---- | ---- | ---- |
| 21   | ↘16  | ↘15  |